# Schnaudertrebnitz
Schnaudertrebnitz ist ein Ortsteil der Stadt Groitzsch im Landkreis Leipzig (Freistaat Sachsen). Der Ort wurde 1948 nach Audigast und mit diesem 1996 in die Stadt Groitzsch eingemeindet.

## Geografie
Schnaudertrebnitz liegt in der Leipziger Tieflandsbucht zwischen Audigast im Norden und Groitzsch im Süden. Durch den Ort fließt die namensgebende Schnauder, in Unterscheidung zum wenige Kilometer entfernten Elstertrebnitz an der Weißen Elster.
Schnaudertrebnitz befindet sich im Mitteldeutschen Braunkohlerevier. Das Gebiet östlich des Orts wurde in den 1980er Jahren durch den Tagebau Peres (1963–1991 in Betrieb) abgebaggert. Das Areal ist inzwischen renaturiert.

## Geschichte
Das Sackgassendorf Schnaudertrebnitz wurde im Jahr 1350 als „Trewiz“ erwähnt. Die Grundherrschaft lag um 1551 anteilig beim Rat zu Pegau und dem Rittergut Groitzsch. Der Groitzscher Anteil unterstand um 1606 dem Rittergut Mausitz, zu dem um 1696 der gesamte Ort gehörte. Schnaudertrebnitz lag bis 1856 im kursächsischen bzw. königlich-sächsischen Amt Pegau. Ab 1856 gehörte der Ort zum Gerichtsamt Pegau und ab 1875 zur Amtshauptmannschaft Borna.
Am 1. Oktober 1948 erfolgte die Eingemeindung nach Audigast. Mit dem Ort kam Schnaudertrebnitz im Jahr 1952 zum Kreis Borna im Bezirk Leipzig, 1990 zum sächsischen Landkreis Borna und 1994 zum Landkreis Leipziger Land. Durch die am 1. Januar 1996 erfolgte Eingemeindung von Audigast nach Groitzsch wurde Schnaudertrebnitz ein Ortsteil der Stadt Groitzsch.
Der 1963 aufgeschlossene Tagebau Peres baggerte in den 1980er Jahren den Bereich östlich von Schnaudertrebnitz ab. Nach seiner vorläufigen Stilllegung im Jahr 1991 wurde das Areal renaturiert.

## Verkehr
Schnaudertrebnitz wird im Südwesten von der Bundesstraße 176 tangiert. Zwischen 1874 und 1998 führte die Bahnstrecke Gaschwitz–Meuselwitz ohne Halt östlich an Schnaudertrebnitz vorbei. Auf dem Abschnitt von Schnaudertrebnitz bis zur südlichen Stadtgrenze von Zwenkau wurde die Trasse in der Folge in einen asphaltierten Fuß- und Radweg umgewandelt.